# Finsterberg (Bad Kissingen)
Der Finsterberg ist eine Erhebung nahe der bayerischen Kurstadt Bad Kissingen im unterfränkischen Landkreis Bad Kissingen.

## Geographische Lage
Der 328 Meter über NHN gelegene Finsterberg befindet sich zwischen dem Stadtteil Reiterswiesen und der Bad Kissinger Umgehungsstraße.

## Geschichte
Am 5. März 1949 wurde auf dem Finsterberg für den Skisprung die Finsterbergschanze errichtet, die Philipp Dees im Herbst 1948 aus Holz errichtet hatte. Auf Grund gestiegener Anforderungen wurde diese Schanze im Jahr 1950 durch eine Schanze mit höherem Holzturm und um eine Jugendschanze ergänzt. Die Schanze war Austragungsort mehrerer Vereinsmeisterschaften und lokaler Wettbewerbe.
In den 1960er Jahren ließ der Betrieb an der Schanze auf Grund nachlassenden Interesses am Skisprung nach. Nach dem Einsturz der Schanze durch einen Sturm am 16. März 1968 musste diese abgerissen werden. Heute erinnert eine Schautafel an die Existenz der Finsterbergschanze.
Nachdem für das 1954 erbaute Bad Kissinger Terrassenschwimmbad mehrere Standorte wie der Sinnberg als Standort in Erwägung gezogen worden waren, wurde es schließlich auf einem im Besitz der Stadt Bad Kissingen befindlichen Grundstück am Finsterberg errichtet. Kriterien wie die überaus günstige Sonneneinstrahlung, der Ausblick sowie die Sicherheit vor Hochwasser gaben den Ausschlag.